# Place Victor-et-Hélène-Basch
La place Victor-et-Hélène-Basch, anciennement mais encore parfois dénommée dans l’usage « place d’Alésia », est une place du 14e arrondissement de Paris.

## Situation et accès
Les voies concourant sur la place sont, à partir du nord, et dans la sens des aiguilles d'une montre :
- avenue du Général-Leclerc (nord), ex avenue d'Orléans ;
- rue d'Alésia (est) ;
- avenue du Général-Leclerc (sud), ex avenue d'Orléans ;
- avenue Jean-Moulin, ex avenue de Châtillon ;
- rue d'Alésia (ouest) ;
- avenue du Maine.

En 1857, cette place, alors située sur le territoire de la commune de Montrouge, s'appelait le « carrefour des Quatre-Chemins », et on y trouvait un poteau routier kilométrique portant les indications suivantes : « barrière du Maine, 1 kil. 800 mèt.; barrière d'Enfer, 800 mèt ; Notre-Dame, 4 kil. 500 mèt., et 3 kil. 300 mèt.; Luxembourg, 2 kil. 600 mèt.; Bourg-la-Reine, 4 kil. 700 mèt. A la route d'Orléans (Grande-Rue), Montrouge est à 4 kil. 800 mèt. de Notre-Dame, 1 kil. 100 mèt. du Petit-Montrouge, 3 kil. de Bourg-la-Reine, 2 kil. 300 mèt. de Vanves, 3 kil. 900 mèt. d'Issy, 2 kil. de Gentilly, 6 kil. 500 mèt. de Sceaux ».
Si la place est encore aujourd'hui appelée « place d'Alésia », il s'agit aussi du nom de la station de métro qui la dessert et de la rue qui la traverse d'est en ouest.
Cette place menant, depuis le centre de Paris, à l'autoroute A6, est l'une des plus empruntées par le trafic automobile et, en conséquence, l'une des plus polluées de Paris.

## Origine du nom

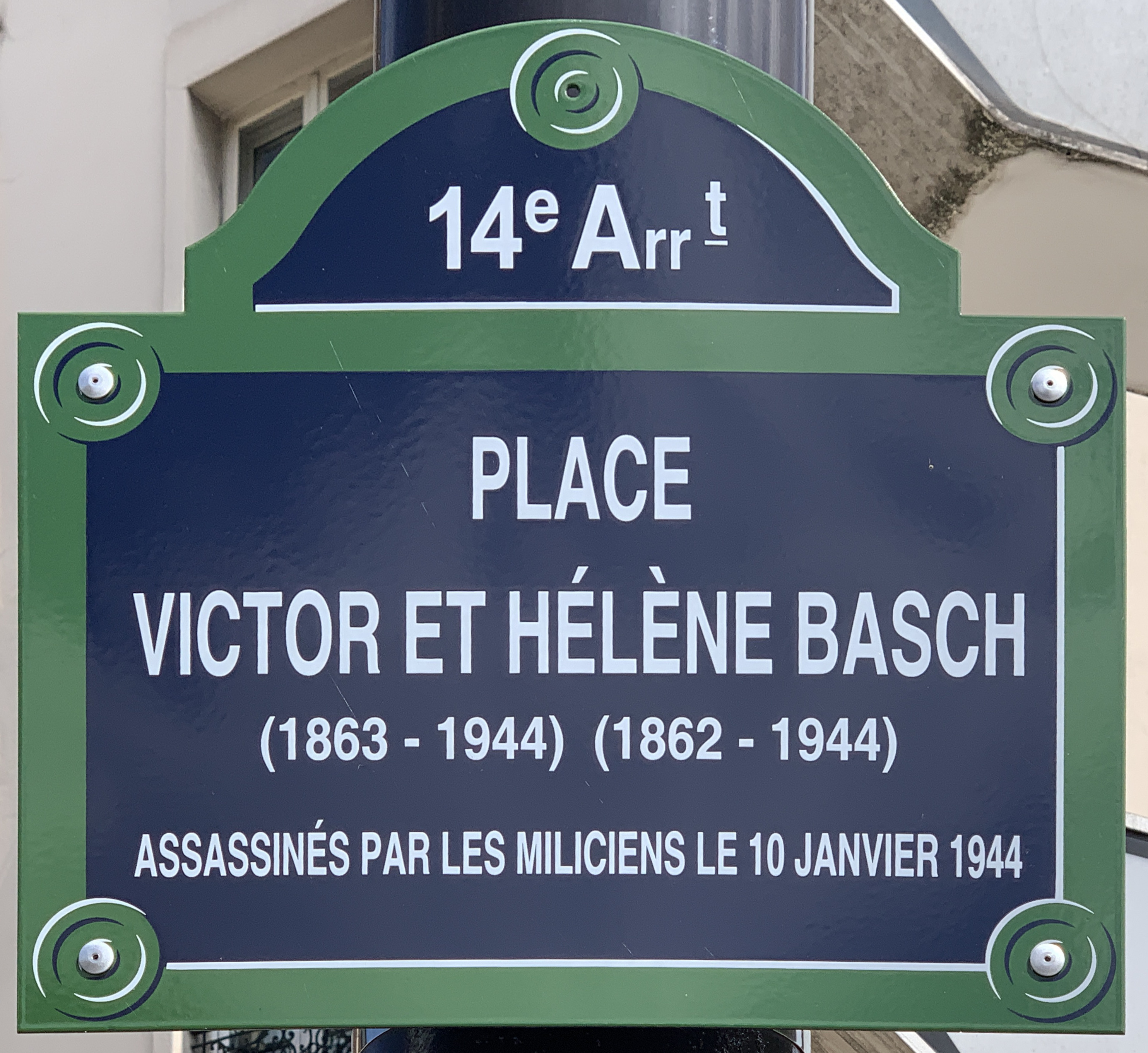
Plaque de la place Victor-et-Hélène-Basch.

Elle porte les noms de Victor Basch, philosophe français, président de la Ligue des droits de l'homme, assassiné avec son épouse Hélène par les miliciens, le 10 janvier 1944.

## Historique
Formé par la rencontre des avenues du Maine, de Châtillon, de Montrouge et la route d'Orléans, ce carrefour a porté au fil du temps les noms de « carrefour de la Croix-des-Sages » (1731, plan de Roussel), « place du Puits-Rouge » et de « carrefour des Quatre-Chemins » que la presse décline en « carrefour dit les Quatre-Chemins » (1864). Il apparaît aussi comme « place des 4-Chemins » (1869, plan Dumas-Vorzet). Puis à partir de 1909 et de la construction du métro et de la station Alésia, la place acquiert d'usage le nom d'Alésia.
Par arrêté municipal du 18 décembre 1944, elle a pris le nom de « place Victor-Basch » qui a été complété du nom de son épouse, Hélène, par arrêté du 30 novembre 1992, devenant ainsi la « place Victor-et-Hélène-Basch ».

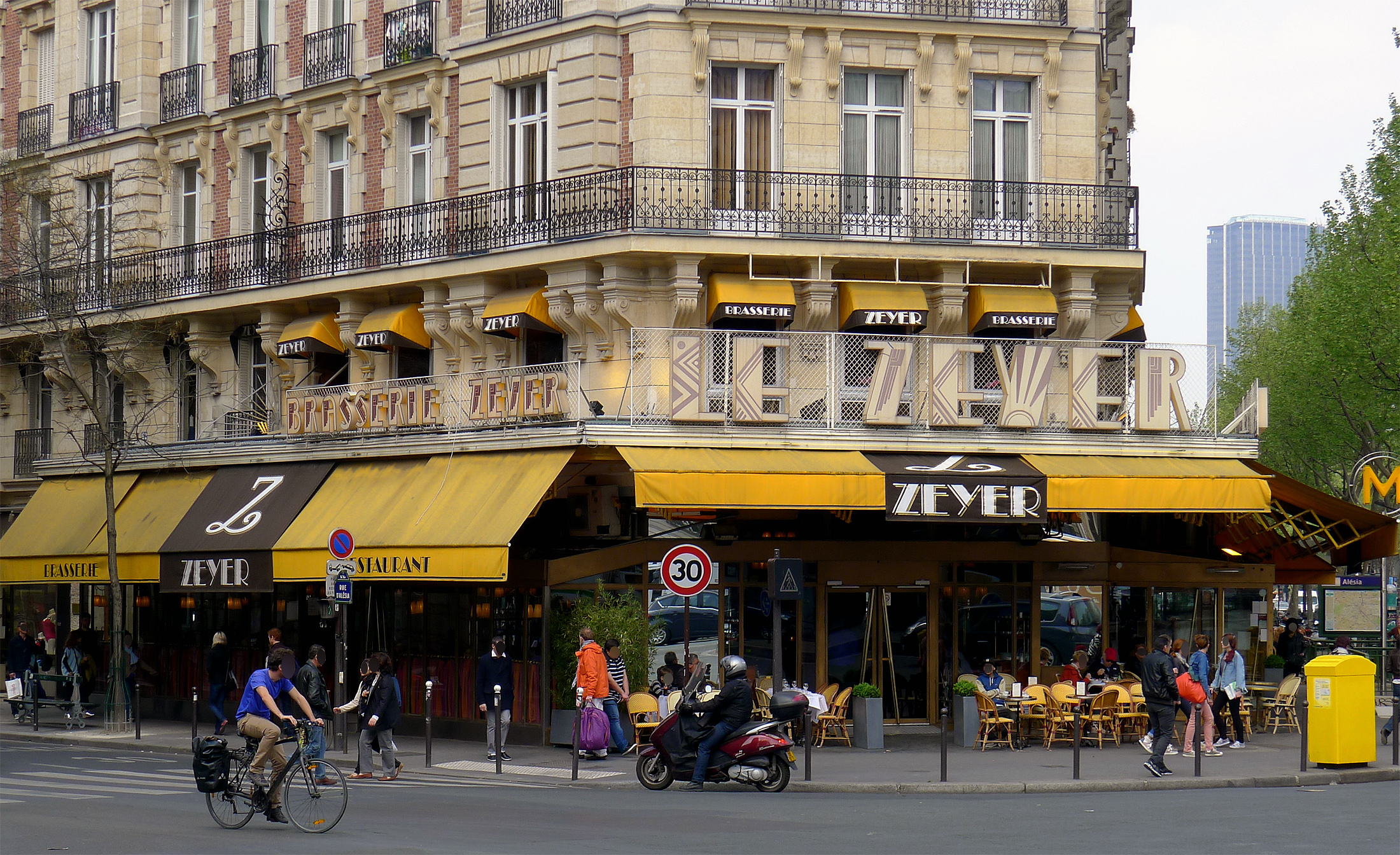
La brasserie Le Zeyer, à l'angle de la rue d'Alésia.

## Bâtiments remarquables et lieux de mémoire
- L'église Saint-Pierre-de-Montrouge donne sur cette place.
- À l’intersection formée par les avenues du Général-Leclerc et Jean-Moulin se tenait le « puits Rouge ». Il est ainsi nommé car une tourelle rouge le surmontait. Une auberge y attenait, au devant de laquelle était un abreuvoir pour les chevaux. Avant la destruction de celui-ci, il servit de bassin pour l’élevage d’anguilles. Une fontaine publique avait été prévue à son emplacement, qui ne fut jamais réalisée[7],[8].